# Piigandi
Piigandi är en ort i Estland. Den ligger i Kanepi kommun och landskapet Põlvamaa, i den södra delen av landet, 200 km sydost om huvudstaden Tallinn. Piigandi ligger 133 meter över havet och antalet invånare är 102.
Terrängen runt Piigandi är platt. Runt Piigandi är det glesbefolkat, med 11 invånare per kvadratkilometer. Närmaste större samhälle är Põlva, 18,5 km öster om Piigandi. I omgivningarna runt Piigandi växer i huvudsak blandskog.